# Primulina atroglandulosa
Primulina atroglandulosa là một loài thực vật có hoa trong họ Tai voi. Loài này được W.T.Wang mô tả khoa học đầu tiên năm 1997 trong Novon 7(4): 423. 1998 [1997 in năm 1998] dưới danh pháp Chirita atroglandulosa.